# Syndicat national de l'écrit CFDT
Le Syndicat national de l'écrit CFDT regroupe les salariés de la presse écrite en France. Il a été dirigé dans les années 1990 par Philippe Laubreaux et son journal s'appelle CFDT impressions. Il est actif en région parisienne, dans la presse spécialisée, la presse quotidienne et la presse hebdomadaire généraliste. Il est également présent aux Nouvelles messageries de la presse parisienne et dans les imprimeries de labeur. 
En 1976, la structure correspondant au SNE d'aujourd'hui a participé à la création de la FTILAC CFDT, avec le SURT, Le Syndicat national du livre et de l'édition (SNLE-CFDT), le Syndicat général de l'action culturelle (Culture), le Syndicat national des Artistes et des Professionnels de l’Animation, du Sport et de la Culture (SNAPASC), ainsi que 3 syndicats régionaux : le Silac Alsace, le Silac Nord et le PAC Sud-Est. 
Le SNE a tenu, le jeudi 3 avril 1997, son deuxième congrès à Dinard, en présence de Michel Muller, secrétaire général de la Filpac-CGT. Le SNE est ensuite devenu membre de la Fédération communication conseil culture CFDT créée après un congrès de la FTILAC au château de Bierville, à Boissy-la-Rivière (Essonne), les 9 et 10 juin 2005, suivi d'un autre en octobre à Dijon. Ces deux congrès ont entériné la fusion de la Ftilac avec la fédération CFDT des Postes et Télécoms (FUPT-CFDT) et la partie "Services aux entreprises" de la Fédération des services CFDT (services informatiques, prestataires du tertiaire, publicité et activités comptables).
Ses adhérents dans les régions ont été transférés dans des syndicats régionaux de la Fédération communication conseil culture CFDT, afin de leur faire profiter d'une proximité géographique et professionnelle. 
Le syndicat a lutté contre les opérations de regroupement de titres dans la presse et pour le maintien du pluralisme.